# Locustella pleskei
Locustella pleskei là một loài chim trong họ Locustellidae.